# Thrillington
Percy "Thrills" Thrillington은 폴 매카트니가 1977년 사용한 가명으로, 그의 1971년 앨범 Ram의 수록곡 Thrillington에서 따온 것이다. 매카트니는 이 가명으로 앨범을 프로듀싱했으나, 본명으로 나타나진 않고 편곡자로 리처드 휴슨을 내세웠다. 앨범 세션은 1971년 6월 녹음되었으나 폴과 린다 매카트니가 그해 여름 윙스를 만들자고 결정을 한 후 발매되지 않은 상태로 남아있다가 1977년 발매되었다.